# Brodowo-Bąboły
Brodowo-Bąboły – wieś w Polsce położona w województwie mazowieckim, w powiecie pułtuskim, w gminie Winnica. Wieś ma status sołectwa.
W skład sołectwa wchodzi także wieś Brodowo-Wity. W 2023 sołectwo liczyło 75 mieszkańców.
| SIMC    | Nazwa         | Rodzaj    |
| ------- | ------------- | --------- |
| 1055090 | Brodowo-Żyłki | część wsi |

W latach 1975–1998 miejscowość administracyjnie należała do województwa ciechanowskiego.